# Andrei Bârseanu
Andrei Bârseanu (n. 17 octombrie 1858, Brașov, România – d. 17 august 1922, București, România) a fost un etnograf și folclorist român, director al ASTREI între anii 1911-1922.
Împreună cu Jan Urban Jarník, filolog romanist ceh, pasionat de folclorul românesc, a fost autor al culegerilor Cincizeci de colinde și Doine și strigături din Ardeal. De asemenea, a fost deputat în Marea Adunare Națională de la Alba Iulia, organismul legislativ reprezentativ al „tuturor românilor din Transilvania, Banat și Țara Ungurească”, cel care a adoptat hotărârea privind Unirea Transilvaniei cu România, la 1 decembrie 1918.:p. 11

## Biografie
Andrei Bârseanu s-a născut la 17 octombrie 1858, la Dârste, lângă Brașov. Studiile medii le-a făcut la Liceul Comercial din Brașov, întemeiat de George Barițiu, apoi a plecat la Viena și München, unde între 1878 și 1881, și-a definitivat studiile universitare.:p. 29 S-a alăturat organizației studențești „România Jună”.
În timpul studiilor de la Viena l-a cunoscut pe Jan Urban Jarník, viitorul filolog și filoromân de origine cehă, membru de onoare al Academiei Române.

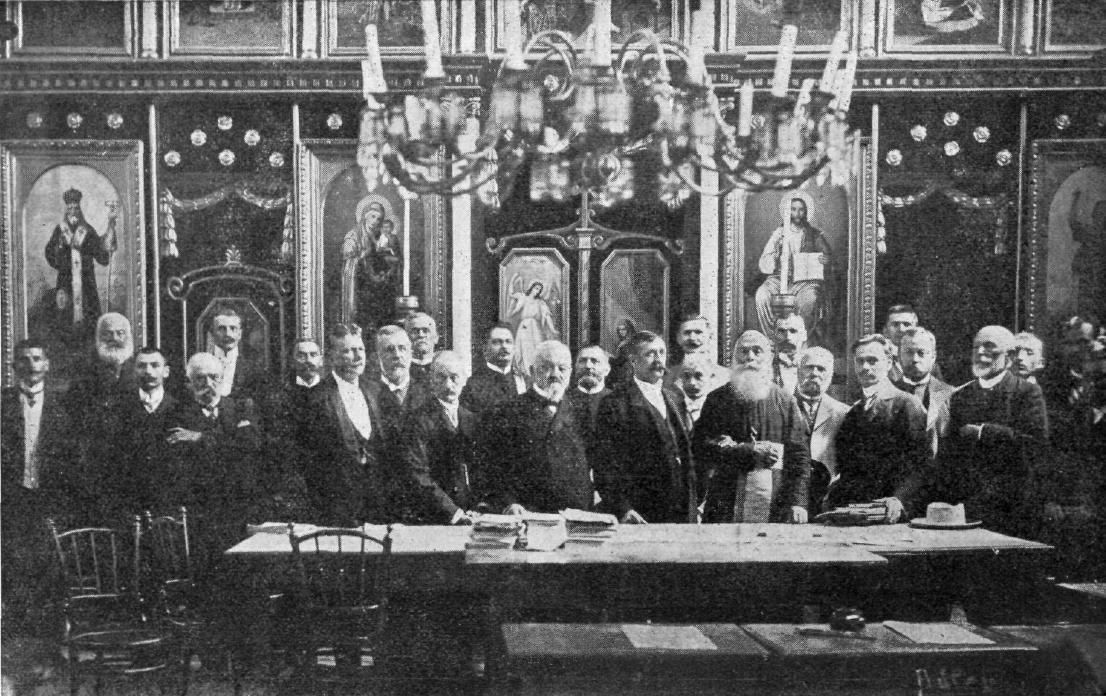
Alături de conducerea ASTRA, 7 august 1908, Biserica greco-catolică din Șimleu Silvaniei.

A revenit în Transilvania, mai întâi la Brașov, unde a predat la Liceul Comercial Românesc. A devenit corector și apoi dirigent al școlilor superioare. S-a mutat la Sibiu, unde a fost numit director al învățământului. A editat revista „Școala și familia” în 1887. A devenit membru al Academiei Române și în [1912]] a fost ales vicepreședinte. Cu un an înainte a fost ales președinte al ASTRA, funcție ce a deținut-o până în 1922. Tot în aceeași perioadă a fost director regional al școlilor.:p. 29
A murit pe 19 august 1922 în București și a fost înmormântat la Sibiu, în cimitirul central. La 26 octombrie 1929 a fost exhumat și dus la Brașov, pentru reînhumarea sa în cavoul familial.:p. 29-30

## Activitate politică
În 1918 a devenit vicepreședinte al Marelui Sfat Național, iar mai apoi al Consiliului Dirigent de la Sibiu. 
A fost delegat de către comitetul central al ASTREI, alături de Dr. Octavian Rusu să reprezinte ASTRA la Marea Adunare Națională de la Alba Iulia, însă, din cauză că era bolnav, i-a nominalizat pe Corneliu Bardoși, locotenent colonel, și Ioan Banciu, casierul asociației să reprezinte asociația.:p. 29

## Scrieri
Andrei Bârseanu este autorul mai multor opere faimoase: Pe-al nostru steag e scris Unire, ce a avut un real succes între români și mai ales între soldații români din Primul Război Mondial, Imnul Unirii, cu muzica de Ciprian Porumbescu, Imnul ASTREI, cu muzica de Iacob Mureșianu, Un falnic glas, Doine și strigături din Ardeal, Câteva observări cu privire la propunerea studiului istoriei. :p. 30
În vederea realizării studiilor de folcor românesc în Ardeal a colaborat cu Jarník. Paralel cu activitatea din Transilvania a menținut legăturile cu intelectualitatea din România. A publicat traduceri, cum ar fi „Călătoria lui Stanley prin Africa Centrală”, traducere după R. Roth, sau Insula Morților, nuvela lui R. Voss. :p. 30
Între 1887-1888 a redactat cu I. Popea Școala și familia, ziar pentru părinți și învățători, iar în colaborare cu D. Fgărășanu, a tipărit o geografie pentru școlile secundare după D. Laky.:p. 30
În 1890 a scos Cincizeci de colinde”, iar în 1902 a tipărit Istoria Școalelor Centrale Române gr. ort. din Brașov.:p. 30